# Belagerung von Halikarnassos
Granikos – Milet – Halikarnassos – Issos – Tyros – Gaugamela – Persische Tore – Jaxartes – Sogdischer Felsen – Fels von Chorienes – Gabai – Hydaspes
Die Belagerung von Halikarnassos war eine mehrere Monate andauernde militärische Auseinandersetzung, nach deren Ende Alexander der Große die strategisch bedeutende Hafenstadt Halikarnassos, das heutige Bodrum in der Türkei, erobern konnte. Sie dauerte vom Sommer bis zum Herbst des Jahres 334 v. Chr., wobei die letzten Verteidigungsanlagen der Stadt erst im Herbst 333 v. Chr. eingenommen werden konnten. Die Belagerung zählt zu den wichtigsten militärischen Stationen des Alexanderzugs.

## Vorgeschichte
Im Frühjahr 334 v. Chr. begann Alexander der Große seinen berühmten Eroberungszug in Asien und errang in der Schlacht am Granikos einen ersten großen Sieg über die Perser, der ihm die Kontrolle über das nordwestliche Kleinasien verschaffte. Nachdem er im Anschluss die Griechenstädte entlang der kleinasiatischen Ägäisküste eingenommen hatte, zog er im Sommer 334 v. Chr. von Milet aus über Iasos und Bargylia in die Provinz Karien ein, deren Hauptstadt Halikarnassos sein nächstes Ziel war. Unterwegs zog ihm die exilierte Fürstin Ada entgegen, welche die rechtmäßige Herrschaft in Halikarnassos gegen den Ehemann ihrer Nichte, Orontopates, beanspruchte. Sie adoptierte Alexander, der somit in ihre Rechtsnachfolge eingesetzt seinen Herrschaftsanspruch über Karien begründen konnte.
In Halikarnassos aber erwartete Alexander seine bislang größte militärische Bewährungsprobe. In der stark befestigten Stadt hatte sich nach der Schlacht am Granikos die Operationsbasis der persischen See- und Landstreitkräfte eingerichtet, die unter dem Oberbefehl des fähigen Söldnergenerals Memnon von Rhodos standen. In ihrem Hafen ankerte die zahlenmäßig überlegene persische Flotte, während Alexander wegen der hohen Kosten kurz zuvor noch seine eigene Flotte hatte auflösen müssen, weshalb er also Halikarnassos nicht von der Seeseite aus bedrängen konnte. Abgesehen von der Mauer wurde die Stadt noch von drei Wehranlagen geschützt. Außer ihrer Akropolis waren dies die Festungen Salmakis und Zephyrion, die jeweils an den Enden der Stollen des hufeisenförmigen Hafens errichtet waren und dessen Einfahrt beherrschten. Die Stadt selbst wurde neben einer persischen Truppe auch von einer kampferprobten griechischen Söldnergarnison verteidigt, die von den attischen Feldherren Ephialtes und Thrasybulos kommandiert wurde. Diese hatten im Jahr zuvor nach dem Fall Thebens aus Athen fliehen müssen, um einer Auslieferung an Alexander zu entgehen.
Alexander schlug sein Lager am nordöstlichen Ende der Stadtmauer gegenüber dem Mylasa-Tor auf. Weil seine nur langsam zu transportierenden Belagerungsmaschinen im Abstand mehrerer Tage dem Heer hinterherzogen, konnte er die ersten Tage keine Angriffe auf die Stadt unternehmen, musste sich aber gelegentlicher Ausfälle ihrer Verteidiger erwehren. Nach einigen Tagen des Abwartens beschloss er, die etwa 20 Kilometer westlich von Halikarnassos gelegene Hafenstadt Myndos einzunehmen. Myndos war zwar von eher geringem strategischem Wert, hatte aber seine bereitwillige Aufgabe angekündigt, sofern Alexander im Schutz der Nacht einziehen würde. Dazu führte er drei Abteilungen der Pezhetairen (Perdikkas, Amyntas, Meleagros), die Hypaspisten, die Hetairenreiterei, die Bogenschützen und die Agrianen mit sich. Doch vor Myndos angekommen waren dessen Stadttore verschlossen und seine Mauern mit Kriegern aus Halikarnassos besetzt, die auf dem Seeweg verlegt worden waren. In Ermangelung an Belagerungsmaschinen ging Alexander die Unterminierung der Stadtmauer an, wobei einer ihrer Wehrtürme zum Einsturz gebracht werden konnte. Aber der Widerstand der Verteidiger erwies sich für Alexander als zu hartnäckig, als dass er für Myndos den unnötigen Verlust vieler Männer in Kauf genommen hätte, die er für Halikarnassos dringender benötigte. Also brach er die Belagerung von Myndos ab um seine Truppen wieder in das Feldlager zu führen, wo inzwischen die Belagerungsmaschinen eingetroffen waren.

## Die Belagerung
Nachdem der Graben vor dem Nordostabschnitt der Mauer aufgefüllt und eingeebnet war, konnte Alexander endlich seine Maschinen an die Mauer von Halikarnassos heranführen. Zuerst verwendete er die mit Bogenschützen bemannten Belagerungstürme, die mit ihren Pfeilhageln die Verteidiger von den Mauern vertrieben. Dies ermöglichte die Heranführung der Rammböcke, mit denen nach einigen Tagen ein längerer Mauerabschnitt eingerissen wurde. Bevor die Makedonen aber in die Stadt eindringen konnten, wagte Memnon mit seinen Truppen einen nächtlichen Ausfall, der die Brandschatzung der Maschinen zum Ziel hatte. Nach erbittertem Kampf konnten die Verteidiger schließlich zurückgeschlagen werden, wobei 170 von ihnen getötet wurden. Darunter befand sich auch ein makedonischer Überläufer, Neoptolemos, dessen Familie in die Ermordung Philipps II. verwickelt gewesen war. Auf makedonischer Seite waren 16 Krieger gefallen und 300 verletzt worden, aber auch zwei Türme und zwei Schutzbehausungen waren ihnen verloren gegangen.
Die nächsten Tage vergingen ereignislos mit gelegentlichen Scharmützeln unter den Gegnern. Die Verteidiger nutzten die Zeit, um die Bresche in ihrer Mauer durch eine eilends aufgezogene halbkreisförmige Mauer samt Turm zu schließen. An dieser suchten eines Nachts zwei Pezhetairen aus dem Bataillon des Perdikkas im trunkenen Zustand einen Wettstreit auszutragen, indem sie ihre Kampfesstärke an der neuen Mauer beweisen wollten. Sie rissen damit die gesamte Abteilung mit in einen unkoordinierten Angriff, der für Memnon die Gelegenheit zur Vernichtung einer gesamten Heeresabteilung der Makedonen eröffnete. Nur durch ein schnelles Eingreifen mit seinen restlichen Kriegern und unter hohen Verlusten konnte Alexander die durch Übermut in Bedrängnis geratene Abteilung retten. Dennoch musste er eine Niederlage in dieser Nacht eingestehen, indem er bei Memnon um die Herausgabe der Gefallenen für die Bestattung bitten musste. Die Verteidiger konnten danach weitere Angriffe auf die Mauer abwehren und dabei einen der Belagerungstürme niederbrennen, während die restlichen durch den Einsatz der Offiziere Philotas und Hellanikos gerettet wurden.
Trotz dieser Abwehrerfolge kam Memnon nicht umhin zu erkennen, dass es nur eine Frage der Zeit war, bis Alexander der finale Durchbruch durch die Mauer gelingen würde. Er kam mit seinen Offizieren daher zu dem Entschluss, eine Entscheidungsschlacht zu wagen. Dazu formierte er seine Truppen zu drei Angriffswellen, von denen die erste aus dem umkämpften Mauerabschnitt heraus frontal auf die Makedonen ausfallen und deren Maschinen attackieren sollte. Die zweite Welle unter der Führung von Ephialtes sollte durch das mittlere der drei Stadttore ausfallen, das bis dahin von den Makedonen nicht beachtet wurde, und die Flanke von deren Feldlager angreifen. Die dritte Schlachtformation unter Memnon sollte zunächst als Reserve zurückgehalten werden und erst dann in den Kampf eingreifen, sobald es Ephialtes gelungen war, die Makedonen aus der Deckung ihres Lagers zu locken. So wie geplant wurde die Schlacht von den Verteidigern eröffnet und tatsächlich brachten sie die Flanke der Makedonen in eine gefährliche Bedrängnis. Auf deren Seite aber war es die Erfahrung und unbedingte Kampfdisziplin der altgedienten Krieger, die schon unter Philipp II. gekämpft hatten, welche die Situation rettete. Angeführt von dem Leibwächter Ptolemaios bildeten zwei leichte Infanterieabteilungen eine eng stehende Verteidigungsformation in klassischer Phalanxaufstellung, in der die Krieger mit ihren sich überlappenden Schilden eine schier undurchdringbare Barriere bildeten. Bald gelang es den Makedonen die Verteidiger zurückzudrängen, wobei Ephialtes nach mehreren siegreichen Zweikämpfen schließlich fiel. Seine darauf entmutigten Krieger begannen nun sich wieder zur Stadt hin zurückzuziehen, wobei die Verteidiger den Fehler begangen hatten, die Stadttore zu früh geschlossen zu haben, so dass die Krieger nun nicht wieder hinter die schützenden Mauern gelangen konnten. Viele von ihnen stürzten vor dem mittleren Tor in den Tod, als unter ihrem Gewicht die Holzbrücke über dem tiefen Graben zusammengebrochen war. In dieser Schlacht verloren über 1.000 der Verteidiger ihr Leben, während die makedonische Seite lediglich 40 Gefallene hinzunehmen hatte.
Die Schlacht hatte letztlich doch die Entscheidung im Kampf um Halikarnassos zugunsten Alexanders herbeigeführt. In Anbetracht der enormen Verluste war Memnon zu der Einsicht gelangt, dass die Stadt nun nicht mehr zu halten war. Mit seinen Offizieren beschloss er die Aufgabe der Stadt einschließlich der Akropolis und die Verlegung der Flotte nach Kos. Dazu sollten die Wehranlagen in Brand gesetzt werden um sie nicht dem Eroberer zu überlassen. Durch den Wind griff das entfachte Feuer aber auch auf die Häuser der Bewohner über, die in großer Zahl abbrannten; das berühmte Grabmal des Maussolos wurde allerdings nicht beschädigt. Orontopates selbst beabsichtigte die zwei Hafenfestungen Salmakis und Zephyrion zu halten, in denen er sich mit den erfahrensten der ihm verbliebenen Krieger verschanzte.

## Letzte Kämpfe
Im Herbst 334 v. Chr. konnte Alexander nach mehreren Monaten der Belagerung schließlich in Halikarnassos einziehen. Jene Brandstifter, derer er habhaft werden konnte, ließ er hinrichten, die Bewohner aber wurden geschont. Er selbst gedachte nicht länger als nötig in dieser Stadt zu verweilen und installierte eine Besatzung aus 3.000 Infanteristen und 200 Kavalleristen unter dem Kommando des Offiziers Ptolemaios (vermutlich identisch mit Ptolemaios, Sohn des Philippos), der als strategos die militärische Absicherung Kariens übernehmen sollte. Obwohl die zwei Hafenfestungen noch immer in persischer Hand waren und die Eroberung damit noch unvollendet war, setzte er seinen Marsch in den Osten Kleinasiens wieder fort. Denn sein wichtigstes Anliegen, die Neutralisierung des Hafens von Halikarnassos als Stützpunkt für die Perserflotte, war letztlich doch erreicht. Eine ernsthafte Bedrohung erwuchs aus ihr nicht mehr, nachdem Memnon schon wenig später gestorben war und die makedonisch-griechische Flotte ihre Operationen in der Ägäis wieder aufgenommen hatte.
Erst ein Jahr später, im Herbst 333 v. Chr., wurde der letzte Kampf um Halikarnassos ausgetragen, als Orontopates vom strategos Ptolemaios und dem Satrapen Asandros in einer „großen Schlacht“ vernichtend geschlagen wurde. 700 von Orontopates’ Infanteristen sowie 50 seiner Kavalleristen kamen ums Leben und 1.000 weitere seiner Kämpfer gerieten in Gefangenschaft. Darauf gab er auch die Hafenfestungen auf, um an den Hof des persischen Großkönigs Dareios III. zu fliehen. Alexander erfuhr in Soloi in Kilikien von diesem abschließenden Sieg, wenige Tage vor der Schlacht bei Issos.

## Anmerkung
1. ↑  Die bei Curtius Rufus (3, 7, 4) erwähnte „große Schlacht“ fand wahrscheinlich in Lydien statt und war ein Bestandteil einer größeren von Pharnabazos zur See und zu Land geführten persischen Offensive. Siehe dazu Ruzicka.